# Campionats del món de ciclisme en ruta de 1927
Els Campionats del món de ciclisme en ruta de 1927 es disputaren el 21 de juliol al Circuit de Nürburgring, Alemanya, sent aquesta la primera vegada que es disputaven per a ciclistes professionals.
Fins aleshores el Gran Premi Wolber era considerat el campionat oficiós, ja que des de 1922 sols hi podien participar els tres millors classificats de les principals curses de França, Itàlia, Bèlgica i Suïssa.

## Palmarès

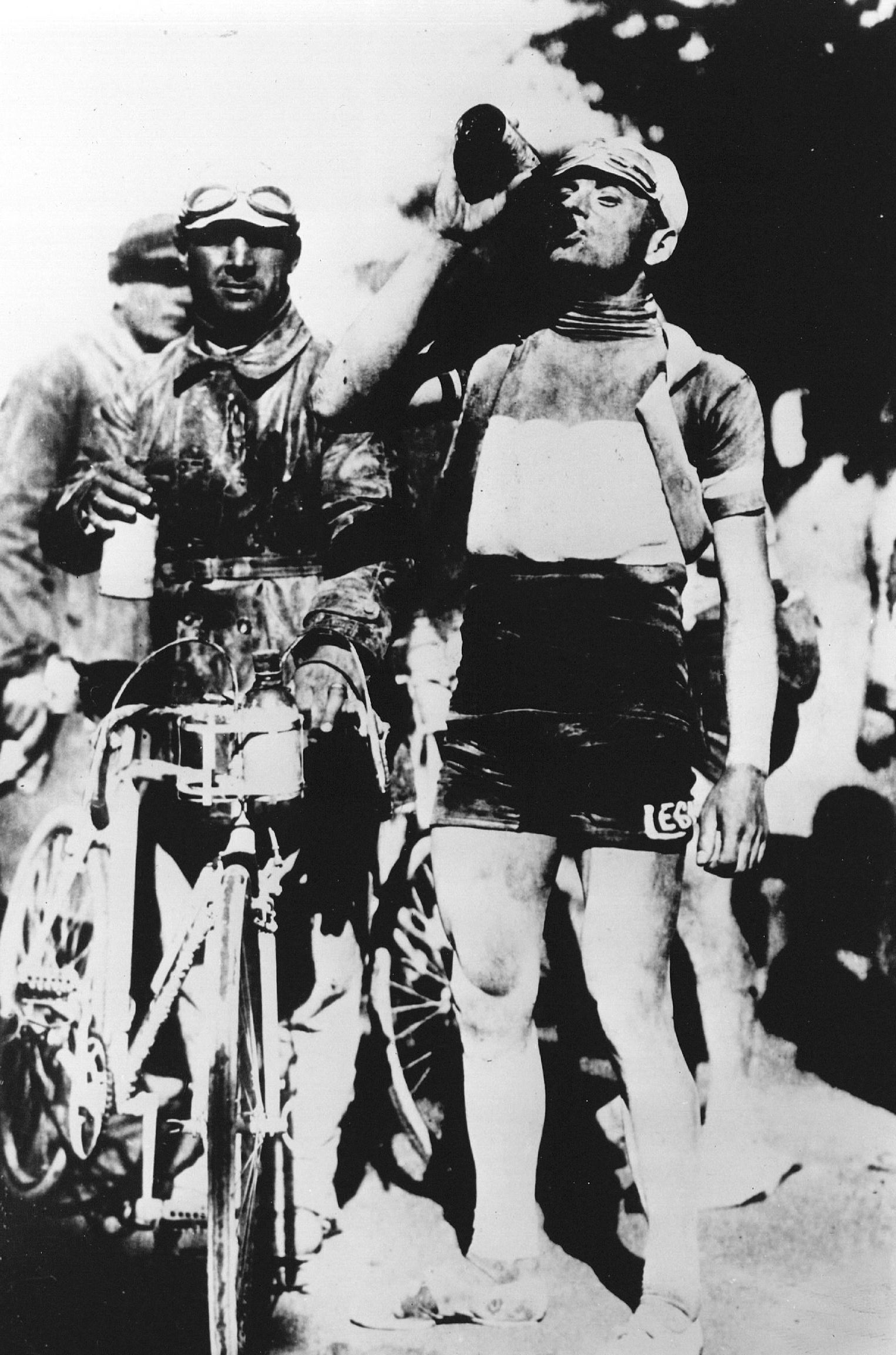
L'italià Alfredo Binda (aquí el 1924) es proclamà el primer campió del món professional.

| Proves :                 | Or                   | Or         | Plata                      | Plata    | Bronze                     | Bronze    |
| Professionals            |                      |            |                            |          |                            |           |
| Cursa en línia masculina | Alfredo Binda Itàlia | 6h 37' 29" | Costante Girardengo Itàlia | + 7' 16" | Domenico Piemontesi Itàlia | + 10' 51" |
| Amateurs                 |                      |            |                            |          |                            |           |
| Cursa en línia masculina | Jean Aerts · Bèlgica | 6h 49' 20" | Rudolf Wolke · Alemanya    | + 2' 33" | Michele Orecchia Itàlia    | + 5' 59"  |

## Resultat de la cursa
Es disputà una única cursa sobre un total de 182,480 km, però s'establiren dues classificacions, una per a professionals i una altra per a amateurs. Sols 18 dels 55 ciclistes finalitzaren la cursa.
| Pos | Ciclista            | Temps                  |
| --- | ------------------- | ---------------------- |
| 1   | Alfredo Binda       | 6h 37' 29" 27,544 km/h |
| 2   | Costante Girardengo | + 7' 16"               |
| 3   | Domenico Piemontesi | + 10' 51"              |
| 4   | Gaetano Belloni     | + 11' 11"              |
| 5   | Jean Aerts          | + 11' 51"              |
| 6   | Rudolf Wolke        | + 14' 24"              |
| 7   | Michele Orecchia    | + 17' 50"              |
| 8   | Erik Bohlin         | + 18' 06"              |
| 9   | René Brossy         | + 19' 33"              |
| 10  | Herbert Nebe        | + 23' 03"              |

## Medaller
| Posició | Estat    | Or | Argent | Bronze | Total |
| 1       | Itàlia   | 1  | 1      | 2      | 4     |
| 2       | Bèlgica  | 1  | 0      | 0      | 1     |
| 3       | Alemanya | 0  | 1      | 0      | 1     |